# مانیلا، نیو ساوت ولز
مانیلا (به انگلیسی: Manilla) یک شهرک در استرالیا است که در نیو ساوت ولز واقع شده‌است.